# Gustav Heinemann
Gustav Walter Heinemann (Schwelm, 23. srpnja 1899. – Essen, 7. srpnja 1976.), njemački političar.
Od 1949. do 1950. je bio Ministar unutarnjih poslova. Nakon ponovnog naoružavanja njemačke vojske 1950. daje ostavku. 1952. napušta CDU i osniva GVP (Gesamtdeutsche Volkspartei - Cijelonjemačku narodnu partiju). 1957. prelazi u SPD. Od 1966. do 1969. je bio Ministar pravosuđa, a od 1969. do 1974. je bio 3. Njemački predsjednik.